# Joaquim Ernest de Schleswig-Holstein-Sonderburg-Plön
Joaquim Ernest de Schleswig-Holstein-Sonderburg-Plön (en alemany Joachim Ernst von Schleswig-Holstein-Sonderburg-Plön) va néixer a Sønderborg (Dinamarca) el 29 d'agost de 1595 i va morir a Plön el 5 d'octubre de 1671. Fill del duc Joan II de Schleswig-Holstein-Sonderburg (1545-1622) i de la princesa Agnès d'Anhalt (1573-1616), va ser el primer duc de Schleswig-Holstein-Sonderburg-Plön, que sorgí de la divisió del ducat de Schleswig-Holstein-Sonderburg.
Tal com acostumaven a fer els joves nobles de l'època, per a completar la seva formació Joaquim Ernest va fer un viatge per diversos països europeus, com ara Holanda, Anglaterra, França i Itàlia. El 1617 va participar en la guerra de Gradisca, en disputa per la regió de Venècia. En morir el seu pare, el 1622, el ducat va ser dividit entre els fills, de manera que Joaquim Ernest va rebre el de Schleswig-Holstein-Plon, que comprenia Ahrensbök i Reinfeld. Va fixar la seva residència i seu del nou govern a Plön, on va fer construir un nou palau entre els anys 1633 i 1636.

## Matrimoni i fills
El 12 de maig de 1633 es va casar amb Dorotea Augusta de Schleswig-Holstein-Gottorp (1602-1682), filla de Joan Adolf (1575-1616) i d'Augusta d'Oldenburg (1580-1639). El matrimoni va tenir vuit fills:
- Joan Adolf, (1634-1704), casat amb Dorotea de Brunsvic-Wolfenbüttel.
- August (1635-1699), casat amb Elisabet Carlota d'Anhalt-Harzgerode (1647-1723).
- Ernestina (1636-1696).
- Joaquiim Ernest II (1637-1700), Duke of Schleswig-Holstein-Sonderburg-Plön-Rethwisch, casada amb Elisabet de Merode-Westerloo (1649-1701).
- Bernat (1639-1676).
- Agnès Hedwig (1640-1698), casada amb Cristià de Schleswig-Holstein-Sonderburg-Glücksburg (1627-1698)
- Carles Enric (1642-1655.
- Sofia Elionor (1644-1729), casada amb Wolfgang Juli de Hohenlohe-Neuenstein (1622-1698).